# Jakob Cederström

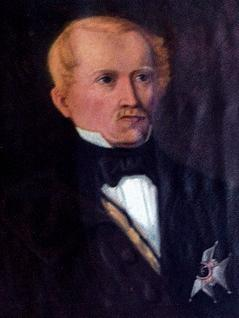
Porträt von Jakob Cederström

Jakob Cederström (* 21. Januar 1782 in Stockholm; † 9. Juli 1857 in Tindered bei Västervik) war ein schwedischer Offizier und Politiker.

## Leben
Seine Eltern waren Freiherr Anders Cederström und seine Frau Hedvig Antoinette von Mevius.
Er begann seine Laufbahn bei der Svea Leibgarde. Er nahm an den Kämpfen in Pommern teil und 1808 auch in Norwegen, wo er an einem Bein derart verwundet wurde, dass es amputiert werden musste und er fortan ein Holzbein hatte. Er kämpfte 1813 und 1814 auch in Deutschland und wieder in Norwegen, wo er an der letzten Schlacht zwischen skandinavischen Ländern, der Schlacht an der Langnes-Schanze, teilnahm. Dort war er auch für kurze Zeit Kommandant der Festung Fredrikstad. In dieser Zeit machte er auch im Generalstab Karriere, wurde 1817 Landshövding und Militärbefehlshaber in Gotland, 1826 Generalmajor und 1831 Präsident des Kammerkollegiums. Ab 1812 war er Mitglied im Adelsstand des Schwedischen Ständereichstags, wo er zunehmend konservativere Haltungen vertrat. 1847 nahm er seinen Abschied und ging in Pension.
Auf Grund seiner Verwundung konnte er für eine Weile nicht aktiv an Kriegszügen teilnehmen und kehrte nach Stockholm zurück. Wegen einer von ihm zu Unrecht empfundenen Degradierung durch Gustav IV. Adolf schloss er sich der Verschwörung gegen den König an, die im März 1809 zu dessen Absetzung führte.
Als Landeshauptmann gründete er Brandschaden-Unterstützungsverein, ein Vorläufer der Brandversicherung, und eine gut organisierte Post.